# ASD Virtus Bergamo 1909
Società Sportiva Dilettantistica Virtus CiseranoBergamo 1909, zkráceně jen Virtus Bergamo je italský klub hrající v sezoně 2024/25 4. italskou fotbalovou ligu, sídlící ve městě Ciserano v regionu Lombardie.

## Změny názvu klubu
- 1909 – 1930/31 – FBC Alzano (Foot-Ball Club Alzano)
- 1931/32 – 1935/36 – US Alzano (Unione Sportiva Alzano)
- 1936/37 – Dopolavoro P.Poli Sezione Calcio (Dopolavoro P.Poli Sezione Calcio)
- 1937/38 – 1944/45 – Dopolavoro Aziendale Cartiere Pigna (Dopolavoro Aziendale Cartiere Pigna)
- 1945/46 – 1992/93 – FC Alzano (Football Club Alzano)
- 1993/94 – 2002/03 – Alzano 1909 Virescit FC (Alzano 1909 Virescit Football Club)
- 2004/05 – 2006/07 – ASD FC Alzano 1909 (Associazione Sportiva Dilettantistica Football Club Alzano 1909)
- 2007/08 – 2014/15 – ASD FC AlzanoCene 1909 (Associazione Sportiva Dilettantistica Football Club AlzanoCene 1909)
- 2015/16 – 2018/19 – ASD Virtus Bergamo 1909 (Associazione Sportiva Dilettantistica Virtus Bergamo 1909)
- 2019/20 – SSD Virtus CiseranoBergamo 1909 (Società Sportiva Dilettantistica Virtus CiseranoBergamo 1909)

## Získané trofeje

### Vyhrané domácí soutěže
- 3. italská liga (1x)

1998/99

## Účast v ligách
| Úroveň soutěže | Název soutěže (nynější název) | První hraná sezona | Poslední hraná sezona | celkem odehraných sezon |
| -------------- | ----------------------------- | ------------------ | --------------------- | ----------------------- |
| 2              | Serie B                       | 1999/00            | 1999/00               | 1                       |
| 3              | Serie C                       | 1946/47            | 2002/03               | 7                       |
| 4              | Serie D                       | 1995/96            | 2024/25               | 11                      |
| 5              | Eccellenza                    | 1993/94            | 2014/15               | 11                      |